# ს
ს（グルジア語: სანი、/sanɪ/）は、現行のグルジア文字の18番目の文字（正書法改正前は20番目）である。

## 使用
ジョージア語では無声歯茎摩擦音[s]を表す。記数法では数値200を表す。
ジョージア国内のラズ語でも使用されている。トルコ国内で使用されているラズ語ラテン・アルファベットの「S」に対応する。アブハズ語（1937年から1954年まで）およびオセット語（1938年から1954年まで）のグルジア文字表記法でも使用されていたが、現在はキリル文字が主に使われ、「С」と記される。
ジョージア語のラテン文字化では「S」と記す。グルジア語の点字では記号⠎（U + 280E）となる。

## 字形
| アソムタヴルリ | ヌスフリ | ムヘドルリ | ムタヴルリ |
| -------------- | -------- | ---------- | ---------- |
|                |          |            |            |

## 符号位置
| 文字 | Unicode | JIS X 0213 | 文字参照          | 備考           |
| ---- | ------- | ---------- | ----------------- | -------------- |
| Ⴑ    | U+10B1  | -          | &#x10B1; &#4273;  | アソムタヴルリ |
| ⴑ    | U+2D11  | -          | &#x2D11; &#11537; | ヌスフリ       |
| Ს    | U+1CA1  | -          | &#x1CA1; &#7329;  | ムタヴルリ     |
| ს    | U+10E1  | -          | &#x10E1; &#4321;  | ムヘドルリ     |